# Maria Schreil

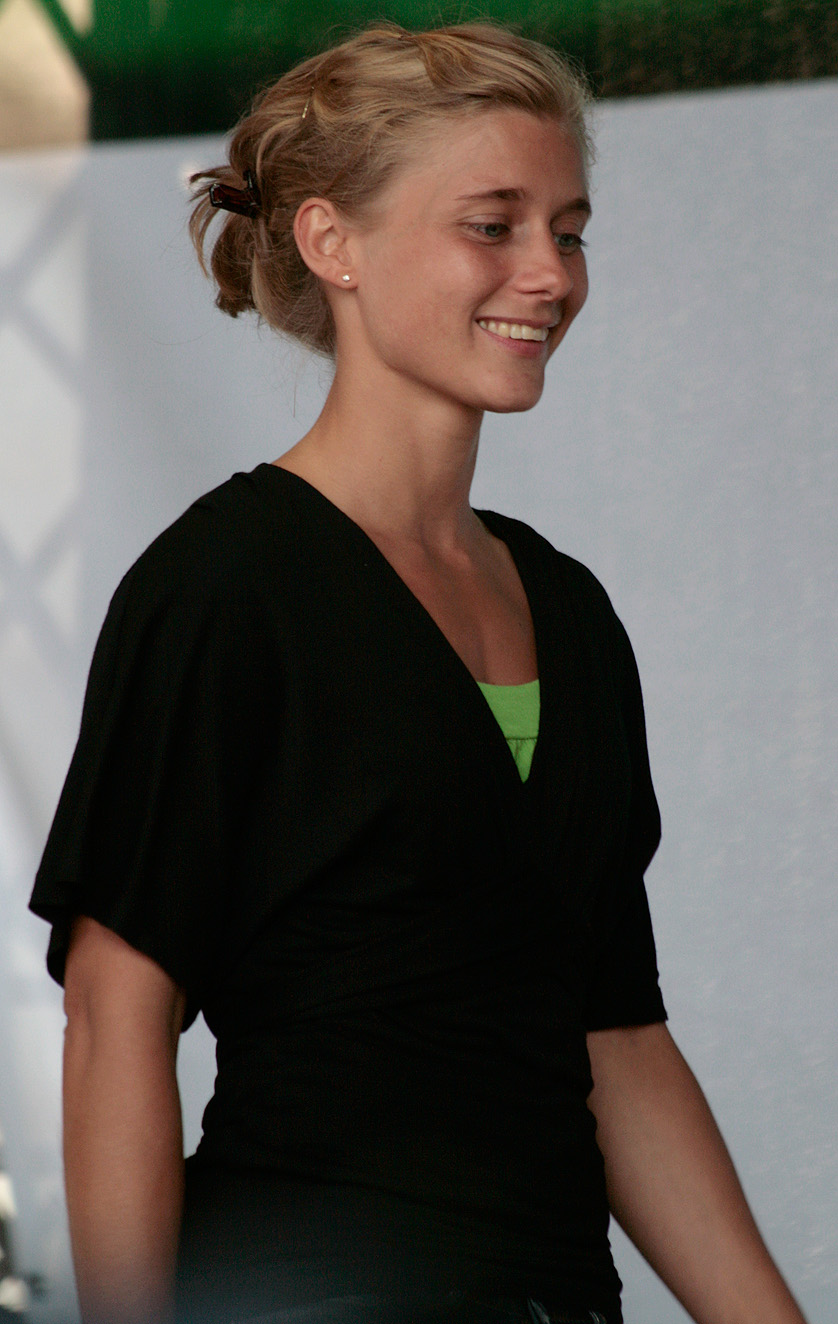
Maria Schreil beim Tag des Sports 2009

Maria Schreil (* 1981) ist eine ehemalige österreichische Jiu-Jitsuka.
Maria Schreil ist in Steyr, Oberösterreich, geboren und lebt in Niederösterreich.
Schreil tritt vorrangig in der Disziplin Duo mit ihrer Partnerin Marion Tremel an. Bei der Weltmeisterschaft 2008 in Malmö gewann das Duo die Bronzemedaille. Auch bei der Europameisterschaft 2009 in Podgorica gewann sie gemeinsam mit ihrer Partnerin die Bronzemedaille. Bei den World Games 2009 in Kaohsiung gewannen beide die Goldmedaille.
2009 erhielt sie das Goldene Verdienstzeichen der Republik Österreich.